# Кулун-атахская культура
Кулун-атахская культура — это позднесредневековая культура северо-востока Сибири, существовавшая в XIV—XVI веках на территории Якутии.
Была обнаружена в 1970-х годах экспедицией Якутского Государственного Университета, занимавшейся выявлением и раскопками памятников, связанных с распространением скотоводства в бассейне Средней Лены. Позднее профессор А. И. Гоголев объединил их в единую кулун-атахскую археологическую культуру.
Выделяют два этапа:
- Ранний (XIV—XV вв.) — поселения Кулун-Атах, Уганья, Куоладыма, Кытанах Маллата.
- Сырдыкский (конец XV—XVI вв.) — поселения Сырдык, Лонху, Тумул, Хаттыкы[1].

Основными находками из этих поселений являются фрагменты глиняных сосудов. Керамический комплекс, несмотря на некоторое своеобразие, больше тяготеет к сосудам из Южной, Западной Сибири и Прибайкалья, датируемых гунно-сарматским, древнетюркским временем и особенно к курыканским сосудам.
Особый интерес представляет ожерелье из 11 бус разной величины из поселения Сырдык. По всей вероятности, они были нанизаны на сухожильную нитку. Все они изготовлены из бирюзы и нефрита.
Судя по анализу остеологического материала, в поселениях кулун-атахского типа (XIV—XV вв.), видимо, преобладало коневодческое направление в хозяйстве.